# Incisitermes immigrans
Incisitermes immigrans är en termitart som först beskrevs av John Otterbein Snyder 1922.  Incisitermes immigrans ingår i släktet Incisitermes och familjen Kalotermitidae. Inga underarter finns listade i Catalogue of Life.